# 宅見若頭射殺事件
宅見若頭射殺事件（たくみわかがしらしゃさつじけん）とは、1997年（平成9年）8月28日、五代目山口組若頭の宅見勝が同じく五代目山口組中野会組員に射殺された暴力団の内部抗争事件。

## 発端
事件の発端となったのは、前年の1996年（平成8年）7月10日に起きた中野会会長襲撃事件とされる。発生当時、事件の迅速な解決をはかった若頭の宅見勝が当事者である中野太郎・中野会会長に無断で和解を進めたことに、中野が遺恨を抱いたことが事件の動機とされる。

## 事件前
1997年（平成9年）7月、当時の中野会若頭補佐の吉野和利が総指揮をとり、東京都と大阪府の中野会傘下組織から、宅見の動向を探るための偵察部隊と襲撃するための襲撃部隊をそれぞれ選抜した。当初の計画では東京で宅見を襲撃する予定だったが、居場所が掴めずに断念し、後日大阪で襲撃することになった。
その後、同年8月27日に宅見が大阪市内のホテルを訪問することがわかったが、その場には中野も同席することがわかったため、またも襲撃は見合わされた。一方の宅見は翌8月28日、山口組の他の最高幹部2人・岸本才三総本部長（当時、後に最高顧問）と野上哲男副本部長（当時、後に最高顧問）と共に、昼食を摂るため、JR新神戸駅に隣接する新神戸オリエンタルホテル（現・ANAクラウンプラザホテル神戸）のティーラウンジに向かった。

## 事件発生
8月28日午後3時20分ごろ、宅見・岸本・野上の3人は、4階のティーラウンジの一番奥まったテーブルに着いた。その直後、襲撃犯が38口径と45口径の拳銃で宅見を銃撃した。宅見は7発の銃弾を受け、救急車で神戸市立中央病院に緊急搬送されたが、約1時間後の午後4時32分に死亡が確認される。宅見と同席していた岸本・野上の2人は、標的とされておらず無事であった。
襲撃の際、ラウンジの隣のテーブルに座っていた歯科医師の男性が流れ弾に当たって負傷し、病院へ運ばれたが、事件から6日後の9月3日に死亡した。

## 事件後
宅見の告別式は8月31日に執り行われた。同日、山口組の渡辺芳則組長（当時）は、中野を復縁の可能性もある破門に処した。
しかし9月3日に流れ弾に当たった歯科医師の男性が死亡したため、渡辺は中野の処分を破門からさらに重い絶縁に変更した。一般的には、絶縁されたものはヤクザの世界に残ることはできず、組織を解散してカタギに戻らざるをえなくなるのだが、中野会についてはその後、絶縁理由に納得できないとして解散せず、独立組織となった。しかし独立組織となった後は、この事件の報復と思われる襲撃で幹部メンバーを殺害されたことなどにより組織力が低下し、2003年に中野が脳梗塞で倒れたこともあり、渡辺が引退した直後の2005年8月7日に解散届を大阪府警に提出、解散している。
また、この事件をめぐっては2004年10月26日、別の詐欺事件で執行猶予判決を受け、その後の捜査で、この事件に関与した疑いが強まり、指名手配されていた容疑者の1人が大阪府豊中市内で逮捕されているほか、2006年6月30日には、実行犯の1人として指名手配されていた男が神戸市の六甲アイランドで病死体で発見されている。
その他にもこの事件では、実行犯の1人で現在は服役中の受刑者が、この事件についての獄中手記を発表していることが知られている。
2013年6月5日、兵庫県警は殺人・銃刀法違反容疑で指名手配されており、本件における最後の逃亡者であった、実行犯の指揮役の財津組組長を逮捕した。
2013年6月27日、神戸地検は実行犯の指揮役の財津組組長を殺人と銃刀法違反の罪で起訴した。
中野は事件への関与を認めず、2018年に宮崎学の協力により自叙伝を発表したが、後遺症のせいか事実誤認が多いと指摘された。そして、2021年1月10日に中野は84歳で死去した。

## 裁判
実行犯の内、一人は逮捕されず、その後、病死が確認されている（上述）。

### 実行犯2人への刑事裁判
- 1999年10月26日 - 神戸地裁は実行犯2人に検察側の求刑通り懲役20年の判決を言い渡した。
- 2000年6月5日 - 大阪高裁で被告側の控訴を棄却し、実行犯1人は上告せず確定した。
- 2002年1月16日付で最高裁第2小法廷はもう1人の実行犯の上告を棄却し、刑が確定した。

### 実行犯1人への刑事裁判
- 2000年1月21日 - 神戸地裁は実行犯1人に検察側の求刑通り懲役20年の判決を言い渡した。
- 2000年7月11日 - 大阪高裁で被告側の控訴を棄却し、実行犯1人は上告せず確定した。

### 財津組組長への刑事裁判
- 2014年3月14日 - 神戸地裁（宮崎英一裁判長）の裁判員裁判で検察側の求刑通り無期懲役の判決を言い渡された[10]。
- 2014年7月10日 - 大阪高裁は被告の控訴を棄却[11]、11月26日に最高裁で確定した。

## 報道の扱い
“山口組のナンバー2”と呼ばれた宅見勝が射殺された事件については、多くのメディアが大々的に伝えた。テレビでの第一報は、事件発生当日の28日16時頃、NHKや民放などの通常の番組放送中に、テロップのニュース速報で伝え、17 - 18時からのニュース番組では、各局がトップ項目で宅見が殺害された経緯について詳しく伝えた。事件翌日、一般紙の朝刊各紙は勿論のこと、スポーツ新聞各紙でも宅見射殺事件を一面で大きく報道した。
また、テレビのワイドショー・情報番組なども同事件の話題中心の内容となり、事件発生から2日間、その事件を検証する内容となっていたが、事件から3日後の8月31日以降、イギリスのダイアナ元皇太子妃がフランス・パリで交通事故死したニュースが日本のメディアでも大きく報道されることとなり、射殺事件をテレビ番組で扱うことは少なくなった。